# Roberta Flack (album)
Roberta Flack è il settimo album in studio della cantante statunitense Roberta Flack, pubblicato nel 1978.

## Tracce
1. What a Woman Really Means (Ralph MacDonald, William Salter) - 4:46
2. You Are Everything (Linda Creed, Thom Bell) - 4:32
3. Independent Man (Gerry Goffin, Michael Masser) - 4:52
4. If Ever I See You Again (Joe Brooks) - 3:34
5. And the Feeling's So Good (Charles Fox, Norman Gimbel) - 3:06
6. Knowing That We're Made for Each Other (Larry Alexander) - 3:32
7. Come Share My Love (Joe Brooks) - 3:42
8. Baby I Love You So (Larry Alexander) - 4:50
9. When It's Over (Joe Brooks) - 3:28